# Sony Dwi Kuncoro
Sony Dwi Kuncoro, född 7 juli 1984  i Surabaya, är en professionell indonesisk badmintonspelare som tog brons i badminton vid olympiska sommarspelen 2004 i Aten efter att ha besegrat thailändaren Boonsak Ponsana med 15-11, 17-16.

## Olympiska meriter

### Olympiska sommarspelen 2008
| Namn                 | Gren   | 32-delsfinal | 16-delsfinal                 | 8-delsfinal               | Kvartsfinal                 | Semifinal        | Final            | Final            |
| Namn                 | Gren   | Resultat     | Resultat                     | Resultat                  | Resultat                    | Resultat         | Resultat         | Plats            |
| -------------------- | ------ | ------------ | ---------------------------- | ------------------------- | --------------------------- | ---------------- | ---------------- | ---------------- |
| (6) Sony Dwi Kuncoro | Singel |              | Ponsana (THA) W 21-16, 21-14 | Lång (FIN) W 21-13, 21-18 | (2) Lee (MAS) L 9-21, 11-21 | Gick inte vidare | Gick inte vidare | Gick inte vidare |